# Johannes Josephus Aarts

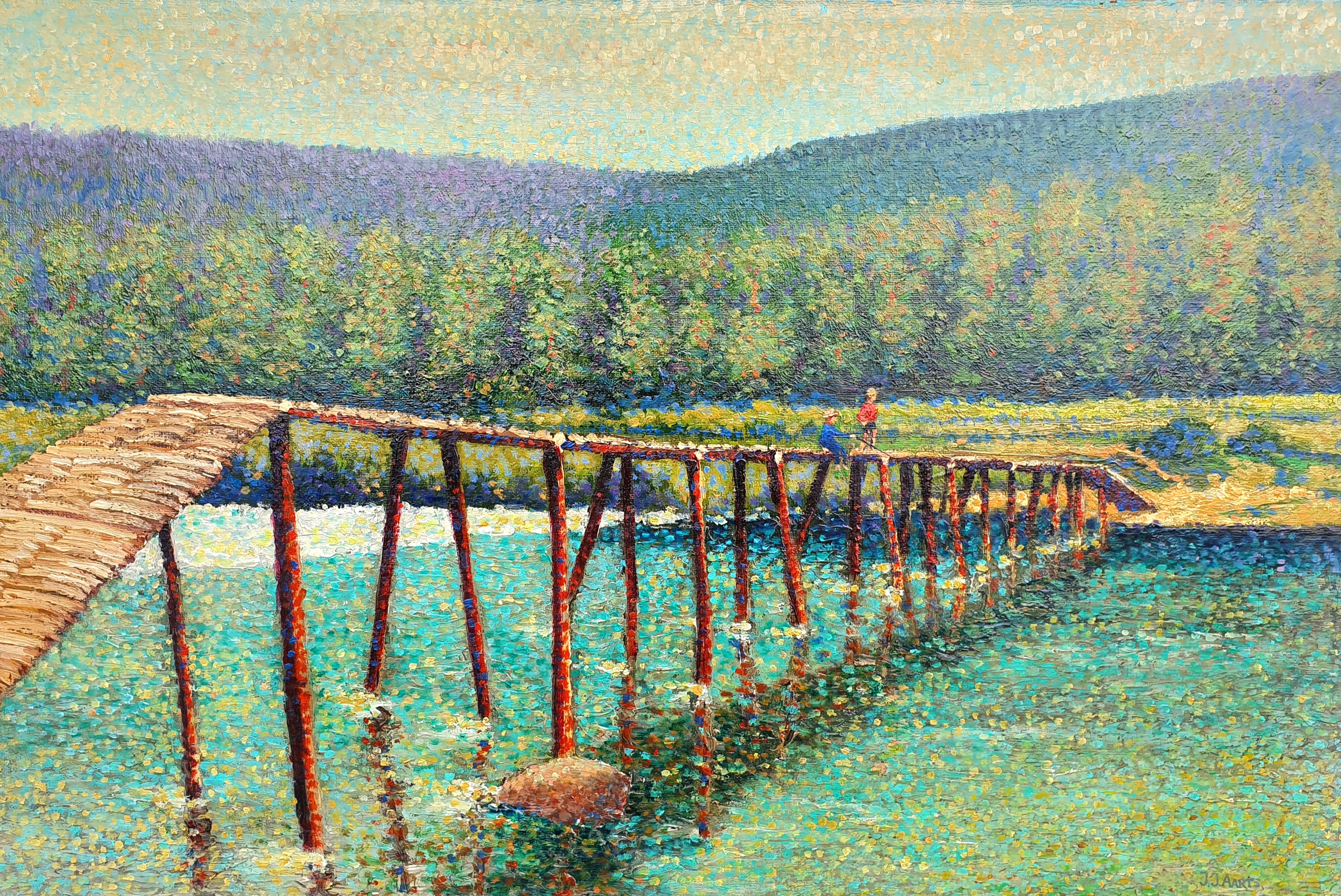
Zicht op waterpartij - pointillistisch werk - particulier bezit

Johannes Josephus Aarts (Den Haag, 18 augustus 1871 – Amsterdam, 19 oktober 1934) was een Nederlandse kunstschilder, tekenaar, lithograaf, graveur, etser, publicist, illustrator, docent aan academie, directeur van academie, hoogleraar, beeldhouwer en boekbandontwerper.

## Leven en werk
Jan Aarts volgde een opleiding aan de Academie van Beeldende Kunsten in Den Haag. Hij was werkzaam in Den Haag tot 1911, en in Amsterdam van 1911 tot 1934.
Aanvankelijk, tot ongeveer 1900, maakte Aarts vooral houtgravures. Daarna begon hij ook andere grafische technieken toe te passen. In zijn werk zag men uitbeeldingen van landarbeiders, dijkwerkers en later ook zwervers, bedelaars en invaliden. In de jaren 1920 en 1930 maakte hij veelal visionair werk met apocalyptische taferelen.
Er zijn enkele pointillistische werken van Aarts bekend. Zijn voorkeur qua voorstellingen ging hierbij uit naar landschappen en waterpartijen.
Aarts schreef in het Haagse dagblad Het Vaderland. Hij was docent aan de Academie van Beelden Kunsten in Den Haag en later professor aan de Rijksakademie te Amsterdam, waar hij Pieter Dupont opvolgde. Hij maakte sculpturen als voorstudies voor zijn grafische werk. Hij heeft eraan bijgedragen dat verschillende grafische technieken een nieuwe bloeitijd gingen beleven in Nederland. Hij schilderde portretten, dieren en landschappen, waaronder stadsgezichten en duinlandschappen.

## Jan Aarts als leraar
Jan Aarts was leraar van kunstenaars als:
- Johan Dijkstra
- Julie de Graag
- Sem Hartz
- Hubert Levigne
- Jan Rot
- Elie Smalhout

## Houtsnedes in het Rijksmuseum Amsterdam

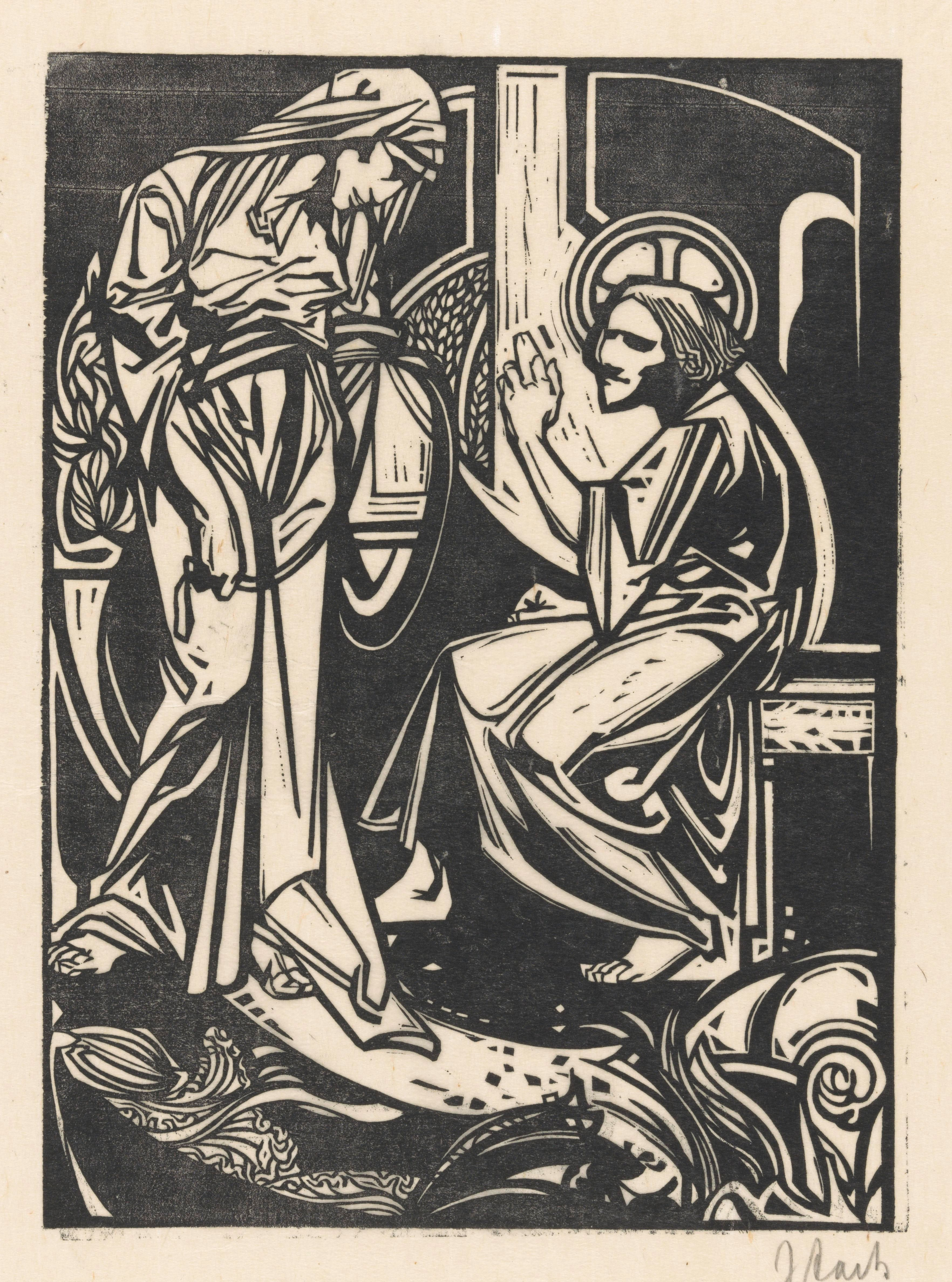
Christus en de Samaritaanse vrouw
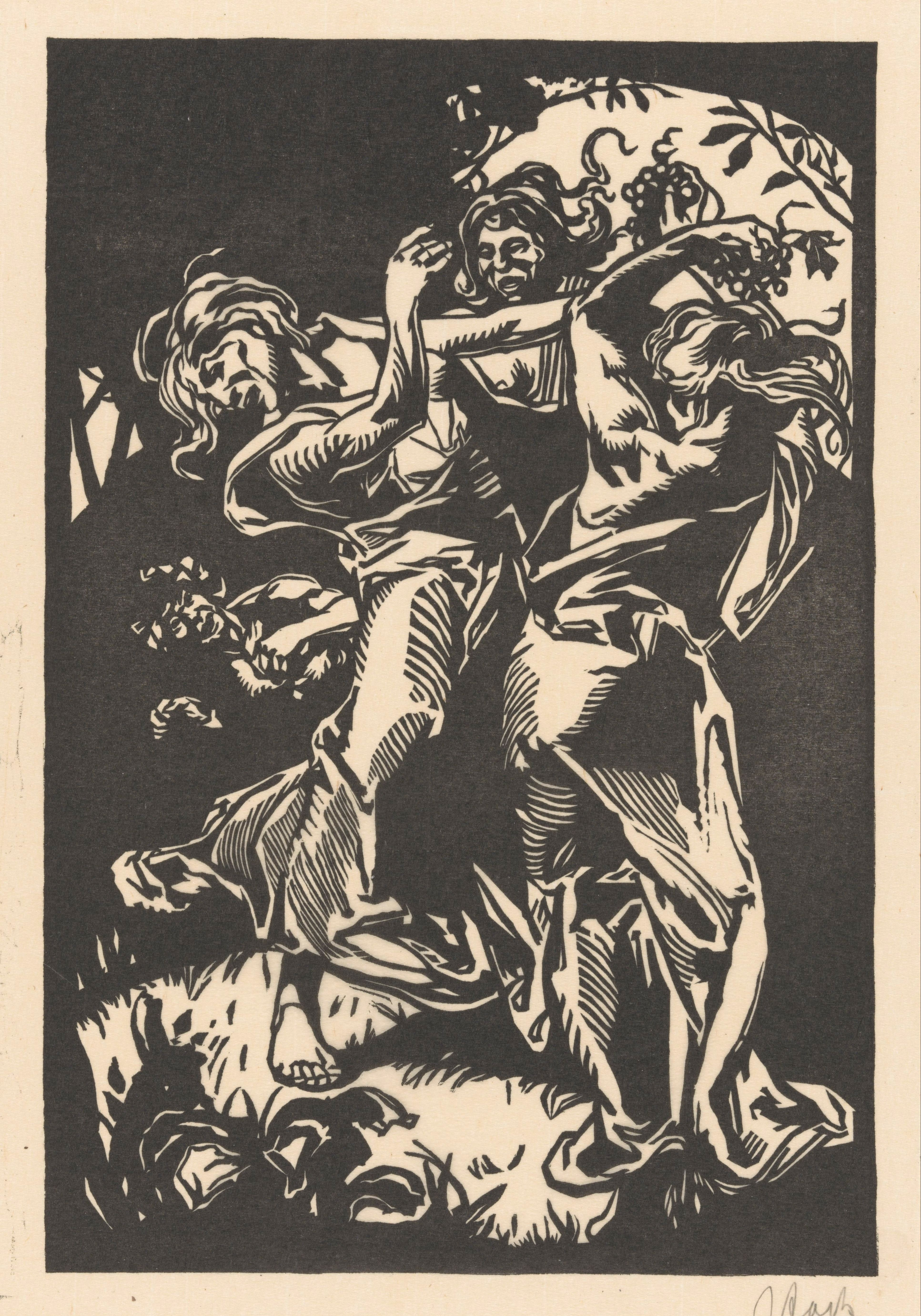
Dansende vrouwen met druiventrossen en sater
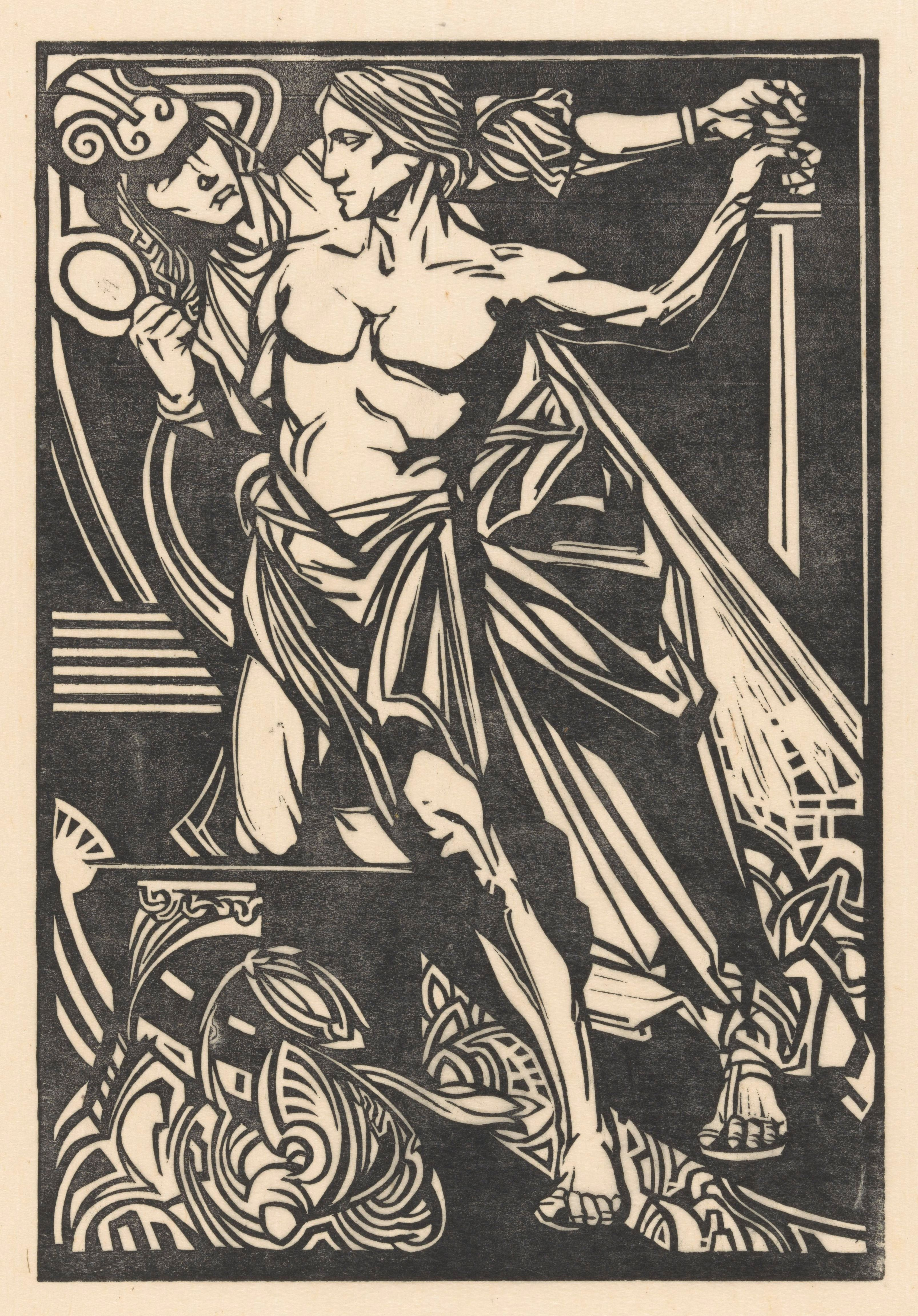
Man en vrouw met zwaard en spiegel
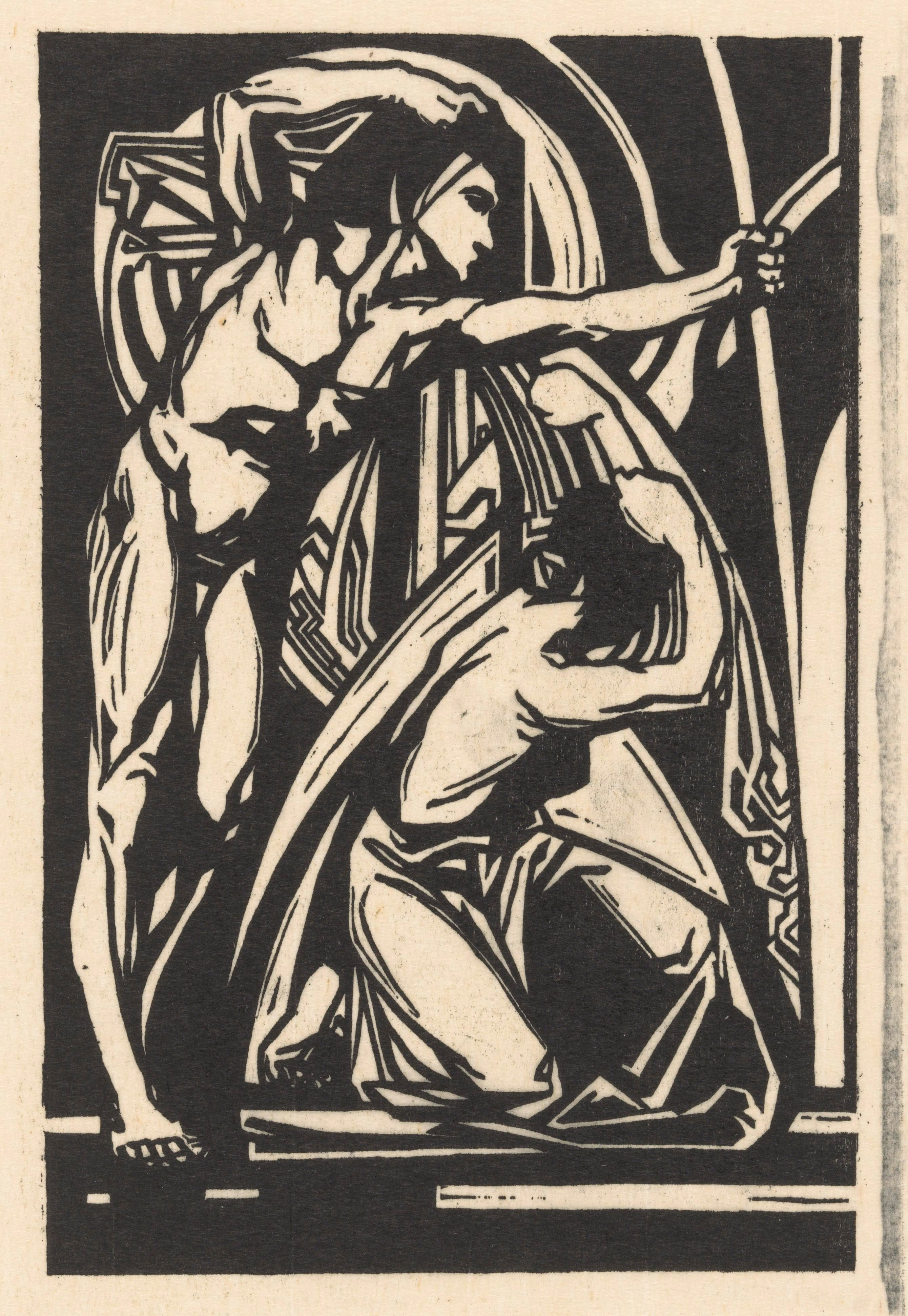
Staande man en knielende vrouw